# Ла-Баль-да-Біанья
Ла-Баль-да-Біанья (кат. La Vall de Bianya) — муніципалітет комарки Гарроча, Каталонія, Іспанія. Він утворений одинадцятьма селами, розкиданими навколо долин Bianya та Bac. Резиденція муніципального уряду знаходиться в Л'Осталну-де-Біанья, а село з більшою кількістю жителів - Ла-Канья. Останнє село поділено між муніципалітетами Ла-Валь-де-Біанья та Сант-Хоан-ле-Фонт. Муніципалітет є частиною природного парку "Zona Volcànica de la Garrotxa" та консорціуму "Alta Garrotxa".

## Етимологія
Ла-Баль-да-Біанья можна дослівно перекласти з каталонської як Долина Біанья. Назва є посиланням на долину Біанья, найважливішу форму рельєфу муніципалітету.
Протягом всієї історії слово Bianya писалося з B і V (Vianya). Найстаріша згадка про назву датується 958 роком (Vallebiania), яка пізніше змінилася на Bianna (1117), Bisania (1319) і, нарешті, Bianya. У 19 столітті також використовувалася форма Vianya (іспанською Viaña). Форма з V стала найбільш використовуваною до Другої Іспанської республіки, коли Bianya була відновлена. У липні 1939 року Vianya та Viaña були використані знову. Нарешті, з переходом Іспанії до демократії, Bianya було встановлено як офіційна та правильна форма імені.
Походження назви Bianya неясно, існує дві основні гіпотези (пов’язані з V та B відповідно):
- Vianya походить від латинського Via Annia[7][8]. Стародавні римляни дали таку назву римській дорозі, що перетинає муніципалітет. Важлива частина цієї дороги все ще збереглася і її можна відвідати[9].
- Bianya означало б дві річки, посилаючись на потоки Sant Ponç d'Aulina та Santa Llucia de Puigmal. Ці потоки об’єднуються в Ca l'Enric, і з цього моменту один потік називається потоком Bianya. Ця гіпотеза походить з документів 18 століття, які називають місце Бізанія. Bis означатиме повторення, а ania походить від латинського amnis, що означає річка. Однак документація назви до цього століття не використовує префікс Bis, а Bi[7].

Інші менш прийнятні теорії пов'язують назву з кельтським топонімом Vianna (який зберігся як Vienne у багатьох місцях Франції),  з особистим іменем Albiniana  або з арабським антропонімом Abu Gàniya.

## Географія і клімат
Муніципалітет дуже гірський. Основною формою рельєфу є долина Біанья, яка дренується потоком Біанья (утворений потоками Sant Ponç d'Aulina та Santa Llucia de Puigmal). Долина Біанья оточена хребтом Ле-Камбре на заході, хребтами Мальфорат і Сант-Томас на півночі, схилом пагорба Кау на заході та хребтом Сант-Мікель-дель-Мон на півдні. Муніципальна територія також містить долину Бак, розташовану у витоках річок Оікс і Кастеллар-де-ла-Мунтанья. Муніципалітет також включає анклав Ла-Канья, село, розділене між Ла-Валь-де-Біанья та Сант-Хоан-ле-Фонт.
Муніципалітет межує на півночі (зі сходу на захід) з горою Серр-Бланк, хребтом Ле-Жінебр і горами Л'Оу та Ель-Тальо; на півдні з хребтами Сант-Мікель-дель-Монт і Сант-Валенті; на сході з хребтами Віверс і Ельс-Гатс; і на заході з хребтами Капсакоста і Ле Камбр.

## Історія
Територія, яка сьогодні утворює муніципалітет Ла-Валь-де-Біанья, була частиною графства Безалу. Графство організувало територію у віллах або сільських районах (де будували великі величні будинки), а також у вілларе (великі сільські будинки для фермерів). Сім'я Біанья, яка жила у величному будинку біля церкви Сант-Пере-Деспуг, мала безкоштовний аллодій на фактичній території Ла-Валь-де-Біанья. Насправді сім'я Біанья побудувала церкву Sant Pere Despuig, яка була освячена в 964 році. Згодом величний будинок Біані був проданий родині Солер із Кампродона, потім монастирю Кампродон і, нарешті, монастир продав його родині Корона в 1396 році. Ці величні території, створені в період графства Бесалу, співіснували зі старими церковними областями (парафіями). Парафії були джерелом переважної більшості сіл, які утворюють фактичний муніципалітет Ла-Валь-де-Біанья.
У 1396 році король Мартін Гуманний включив до Корони Арагону парафії Санта-Маргарида-де-Біанья, Сант-Пере-Деспуїг, Сант-Марті-де-Соламаль, Сант-Марті-де-Капсек, Сант-Андреу-де-Сокарратс і Лез-Іль (стара назва Ла-Каньї). Великі землетруси, які сталися в Ґарроча в 15 столітті, торкнулися Ла-Валь-де-Біанья, принесли багато жертв і повністю знищили церкви Санта-Марія-де-Льонгарріу (Ла-Валь-дель-Бак), Сант-Марті-де-Капсек, Сант-Пере-Деспуїг, Сант-Марті де Соламаль і Сант-Сальвадор-де-Біанья. Решта церков Ла-Баль-да-Біанья зазнали серйозних пошкоджень.
У 1497 році Ла-Валь-де-Біанья мала одинадцять парафій: Капсек, Кастельяр-де-ла-Мунтанья, Сант-Андреу-де-Порререс, Сант-Андреу-де-Сокарратс, Сант-Марті-де-Соламаль, Сант-Марті-дель-Клот, Сант-Мікель-де-ла-Торре (також називається Авеллана-Корба), Сант Пере-Деспуїг, Сан-Сальвадор-де-Біанья, Санта-Маргарида-де-Біанья, Санта-Марія-Сакот і Ла-Валь-дель-Бак. Під час Пізнього Середньовіччя парафії Капсек, Санта-Маргарида-де-Біанья, Сант-Пере-Деспуїг, Сант-Марті-де-Соламаль і Сант-Андреу-де-Сокарратс, а також село Лез-Іль утворили установу під назвою Consell General de la Vall de Bianya або Universitat de Bianya. Метою цієї установи було адміністрування податків мешканців. Установу формували по два представники від кожної парафії чи села, які обиралися на рік кожного Нового року разом із мостом.